# Мат Фрюър
Матю Джордж Фрюър (на английски: Matthew George "Matt" Frewer), по-известен като Мат Фрюър, е канадско-американски актьор. Известен с ролята си на ТВ иконата от 80-те години Макс Хедрум и пенсионирания злодей Молок във филма „Пазителите“.